# Centaurea cordubensis
Centaurea cordubensis é uma espécie de planta com flor pertencente à família Asteraceae. 
A autoridade científica da espécie é Font Quer, tendo sido publicada em Collect. Bot. (Barcelona) i. 310 (1947).

## Portugal
Trata-se de uma espécie presente no território português, nomeadamente em Portugal Continental.
Em termos de naturalidade é endémica da Península Ibérica.

## Protecção
Não se encontra protegida por legislação portuguesa ou da Comunidade Europeia.